# Pitecusas

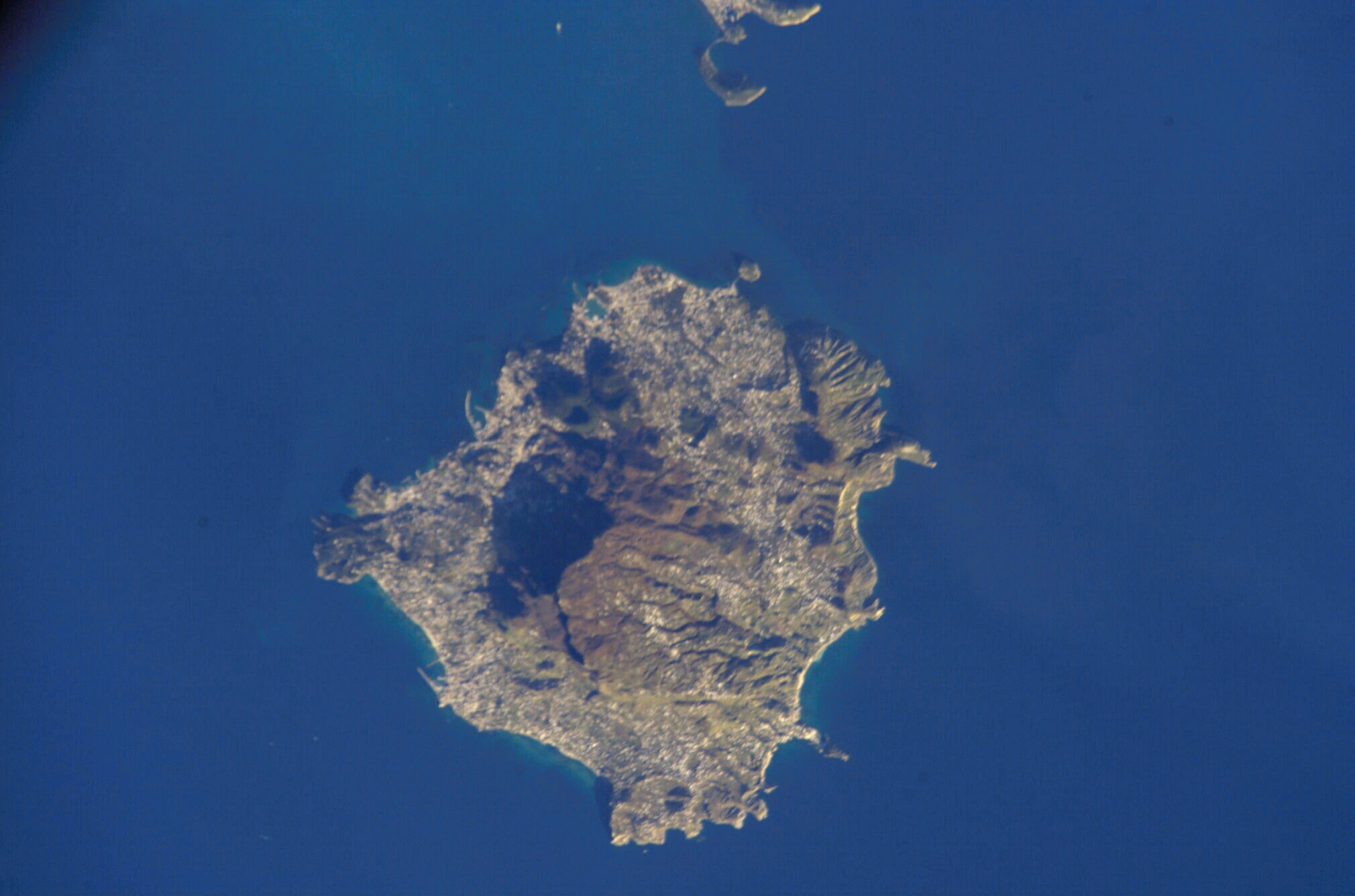
Vista de la isla de Isquia, antigua Pitecusas.

Pitecusas (en griego, Πιθηκοῦσσα) fue una colonia griega que se encontraba en la isla de su mismo nombre, actualmente llamada Isquia (Italia).

## Mitología
Según la mitología griega, bajo la isla donde se ubicaba Pitecusas fue enterrado el gigante Tifón, a quien se atribuía la causa de los seísmos y desastres naturales que afectaban a menudo la isla, que ocurrían cada vez que el gigante cambiaba de posición.
Además, Estrabón relata que el monte Epomeo, situado en el centro de la isla, entró en erupción y produjo un reflujo en el mar de tres estadios, pero después la marea sumergió toda la isla y apagó los incendios que había en ella.

## Historia
Estrabón dice que era una colonia conjunta de las dos principales poblaciones de Eubea, Calcis y Eretria. Después de un periodo de prosperidad, donde estos colonos disfrutaron de la fertilidad de su tierra y de su oro, decidieron abandonar la isla por enfrentamientos internos y por seísmos de grandes proporciones. Más tarde con posterioridad al año 474 a. C., en tiempos de Hierón I llegaron allí colonos de Siracusa que construyeron una fortaleza pero se vieron obligados a abandonarla igualmente por los desastres naturales. Más tarde su territorio fue ocupado por habitantes de Neápolis. Tanto la isla de Capri como la de Pitecusas dejaron de pertenecer al territorio de Neápolis cuando fueron ocupadas por Pompeyo hacia el año 82 a. C. pero posteriormente ambas islas fueron restituidas a Neápolis por Cesar Augusto. En la isla abundaban las aguas termales.

## Arqueología

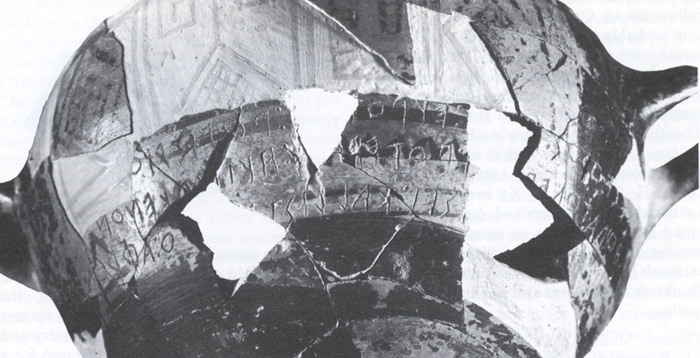
La llamada Copa de Néstor hallada entre los restos de la antigua Pitecusas.

En los restos de la necrópolis de Pitecusas se ha hallado la llamada Copa de Néstor, una de las inscripciones más tempranas en lengua griega, fechada hacia 725-700 a. C.